# 孕产妇死亡
由来自于世界卫生组织(WHO)、联合国儿童基金会(UNICEF)、联合国人口基金(UNFPA)、联合国人口司、世界银行的专家，以及世界知名学者组成的联合国孕产妇死亡率评估机构小组，将孕产妇死亡定义为：
“女性在孕期内或在产后42天以内，因任何与孕期、怀孕管理相关因素导致的死亡，其死亡并非由孕期长短、怀孕地点以及意外事故造成。”
孕产妇死亡病发率是通过三个因素计算的，即孕产妇死亡率、孕产妇死亡的终生危险性、孕产妇死亡在育龄妇女死亡中所占比例。

## 死因
导致孕产妇死亡的因素有可能是直接的也可能是间接的。一般来说，孕产妇直接死亡与孕产妇间接死亡有所区分。直接死亡是指因怀孕、分娩或二者管理期内产生的并发症导致的结果，而间接死亡是指患者在怀孕期间因其自身病史或新导致的，通常与怀孕本身无关。非孕期死亡通常定义为因意外事故、突发事件以及非孕产期导致的死亡。
世界卫生组织指出，2016年全球孕产妇死亡的直接原因主要有：產後出血（27%）、感染（11%）、不安全的堕胎（8%）、孕期造成的高血压（先兆子痫及妊娠毒血症）（14%）、难产（9%）、栓塞（3%）以及有病史的病情（28%）。间接因素有疟疾、贫血、艾滋病，以及心血管疾病，这些病都有可能增加怀孕难度或因怀孕而加重病情。